# Clătești
Clătești – wieś w Rumunii, w okręgu Călărași, w gminie Mitreni. W 2011 roku liczyła 549 mieszkańców.